# Wadjedj
Wadjedj ist seit der Spätzeit als altägyptische Schutzgottheit belegt. 

## Altägyptische Mythologie
Zumeist tritt Wadjedj als Erscheinungsform des Schicksalsgottes Schai oder der schon im Alten Reich bezeugten Gottheit Aha-nefer auf. Ikonografisch wird Wadjedj schlangenköpfig mit einem Opfertablett oder als aufgerichtete Kobra dargestellt.
Im ersten Buch der Aegyptiaca von Manetho wird die griechische Entsprechung Agathodaimon mit dem altägyptischen Gott Schu identifiziert, der über die Erde den lebensnotwendigen Raum aufspannte. In alten Abbildungen ist zu sehen, wie er mit Händen und Füßen von oben auf Geb gestützt, mit seinem Rücken den Himmelsozean nach oben drückt.

## Buch der Sothis
Im Buch der Sothis wird Agathodaimon in  der ersten göttlichen Dynastie ohne Abstammungsnachweis als dritter Herrscher nach Hephaistos und Helios aufgeführt. Ihm folgte Kronos; ebenfalls ohne verwandtschaftlichen Bezugshinweis. In der „Ecloga Chronograpica“ verweist Georgios Synkellos auf das „Buch der Sothis“, das Manetho für Ptolemaios Philadelphos verfasst haben soll. Zwischenzeitlich konnte das „Buch der Sothis“ jedoch als Fälschungswerk identifiziert werden, das unbekannte jüdische und christliche Autoren verfassten. Synkellos kommentiert bezüglich Agathodaimon: „Sohn des zweiten Hermes, Vater von Tat“. Der altägyptische Gott Thot wird von Synkellos als erster Hermes betitelt, dessen „heilige Schriften nach der Sintflut in den Büchern des Agathodaimon übersetzt wurden“.